# 鮭魚之亂

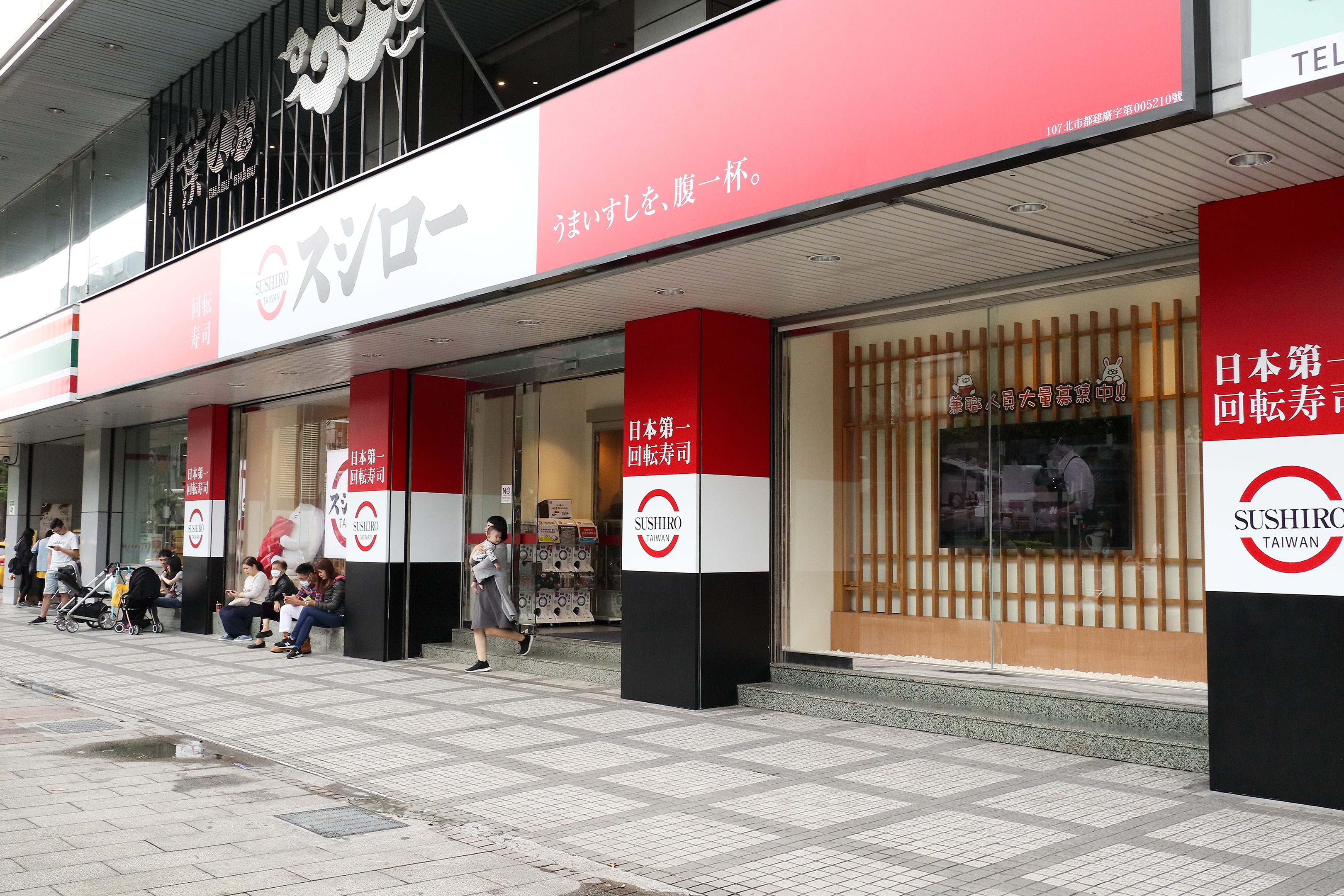
壽司郎中華路店（西門町）

鮭魚之亂是指因跨國迴轉壽司連鎖店壽司郎在臺灣的促銷活動，少數臺灣民眾將自己的姓名更改成包含「鮭魚」二字，而引發的一系列話題。壽司郎在臺北分店於2021年3月17、18日共同推出優惠活動，如姓名含有讀音與「鮭魚」兩字相同的字者可享有九折至五折的優惠，如正好有「鮭魚」兩字者則可免費用餐。加上一個人一生有三次改名的機會，消息一出，引起少數年輕族群相繼至戶政機關辦理改名，至活動結束為止，有331人以「鮭魚」兩字改名。其後衍生的外部成本尚包括米食的浪費、人格的貶低、實際身份的確認、以及透過媒體散播所引起的爭論等。

## 起因

壽司郎店內

日本迴轉壽司連鎖店壽司郎台灣分店於2021年3月16日至3月21日舉行推銷鮭魚系列產品的宣傳活動。該活動其中一環是在3月17日至3月18日限時優惠，優惠規定是姓名若有與「鮭魚」中一字同音，享有九折優惠；二字同音，享有五折優惠；同音同字，也就是姓名含“鮭魚”二字者則全桌免費（只限內用，不可外帶或外送，一桌最多6人。另外只適用中文姓名，其他語言姓名不適用）。活動消息釋出後陸續有民眾將名字更改為鮭魚，並在網路上分享改名成鮭魚或是含有鮭魚名字的身分證，隨著改名者頻頻分享及活動時間確有享有免費優惠者，於是部分民眾、媒體將響應活動改名的行為稱為「鮭魚之亂」。

## 宣傳
活動消息釋出後，民眾認為沒有人會取「鮭魚」作為姓名，並譴責壽司郎過度行銷、炒作話題。根據中華民國《姓名條例》及大法官釋字規定，如有特殊原因至多有三次改名的機會，因此改名後依然可以改回原先的姓名。在3月16日以前，台灣已有10人名字含有「鮭魚」。之後，率先改名的「廖鮭魚」、「張簡鮭魚」、「劉品漢帥鮭魚」三人，經由传播媒体報導，在網路廣傳，引發從眾效應，最終引發潮流。

## 反應

### 浪費食物
由於沒有考慮到設置浪費處罰機制，據網路流傳的數張照片可見，有民眾吃鮭魚壽司不吃醋飯，只吃鮭魚生魚片，受到譴責，但店家似乎取消此設置。而也有店員反應，很多人來吃一口或是一貫，但卻點了很多盤。連食材都根本沒吃完。媒體指出，兩天內一共吃掉五百萬的銷售價格。

### 浪費行政資源
中華民國內政部次長陳宗彥18日评论称「这种改名不仅浪费时间，而且会导致不必要的文书工作」。隔日，陳宗彥回应因為活動才改名的人只是少數，暫不考慮修法，但民眾應妥善、慎重。同日，因應「鮭魚之亂」，立法委員李德維建議修法設「改名冷靜期」，規範改名後短期內不得再次更改。
臺灣行政法學者李惠宗認為：《姓名條例》第9條第2項本文「依前項第六款申請改名，以三次為限」，即是社會上認為「人民一生中有三次改名的機會」的依據。但是該條第1項第6款規定姓名「字義粗俗不雅、音譯過長或有特殊原因」者可以申請改名，屬於「例示規定」，「特殊原因」應該要類似於字義粗俗不雅、音譯過長才可適用，為了免費吃鮭魚，並不是可以改名的原因。他認為戶政機關可以直接透過行政程序法第4條，援引「權利濫用禁止原則」，拒絕民眾更名。

### 教育问题
有部分观点认为改名事件歸因于「臺灣教育改革」问题上。台大電機系教授葉丙成对此直接提出數據反驳「台灣二十至三十歲人口約一百五十萬人，300人改名鮭魚的人佔不過萬分之二，即0.02%，如何认为是教改造成的？」。接着再提出台灣的暴力犯罪和竊盜等案件从2005年起逐年下降的数据，嘲讽那些对台湾教育改革看不順眼的人怎么不说这是过去二十年教育的功勞，并呼吁人们能夠換位思考，去理解別人為什麼會這樣做。

### 支持意见
台湾知名作家苦苓则在Facebook對「鮭魚之亂」改名事件进行辩护，表示：「貪小便宜有什麼不對？百貨公司周年慶，星巴克買一送一，超商第二件六折，團購……哪個不是貪便宜？便宜就是省錢！省錢就是賺錢！」

### 海洋保育
關注農業、食物與環境議題的獨立媒體上下游於3月22日的報導中分析，養殖鮭魚相對海洋漁業，不存在捕獲，故供應、品質和價格都相對穩定，加上其取肉方便，且色澤討喜、口感軟滑又富含油脂，不論對於業者或消費者皆是很受歡迎的魚類，是此次主打鮭魚吃到飽的活動達到良好宣傳成效的重要原因。

### 国际影响
事件遭到多国媒体转载报道，其中包括英国广播公司、美國有线电视新闻网、华盛顿邮报等国际著名媒体。而非官方的台灣Facebook账号“朝鲜经贸文化情报DPRK”在其页面发文宣传朝鲜国内的养殖业每年可生产大约3000吨大西洋鲑鱼，可供全国人民食用，并在贴文末写下「不用改名改姓就可以获得免费的鲑鱼，不用做梦就可以住免费的房子」等标签，被认为趁机嘲讽这场“鲑鱼之乱”。台湾多家媒体评论此事件沦为“国际笑话”。日本電子商務公司DMM.com採用這次亂象作為的英語教材。

## 軼事

### 迷因
許多台灣網友惡搞成語，例如同鮭魚（歸於）盡、實至名鮭（歸）、無家可鮭（歸）等，用來嘲笑或鄙視改名的人。即使他們不在意，亦有人會被取綽號或外號。

### 走錯店家
3月17日，有位改名後的民眾至店家消費後，店家才告知這不是他們家的活動，該民眾是去吃「藏壽司」而非舉辦活動的壽司郎，導致此人必須自掏腰包付款。

### 誤傳用完改名額度
3月17日，有民眾以一張改名為「許星光流連擊鮭魚」的身份證截圖詢問母親是否可以改名鮭魚，被母親告知，幼時已用掉2次改名機會，若改名會「一輩子叫鮭魚」，該民眾後來放棄改名。此事件一開始遭媒體誤傳為當事人用完改名額度。
3月18日，台中一名張姓中國醫藥大學中醫系男大学生，改名為“張鮭魚之夢”，自稱改完並領證後，戶政人員才告知三次改名的額度已經用完了，就此「實至名鮭」，張男表示沒讓父母知道、也不後悔，稱也要讓自己的小孩取作「鮭魚之夢」，他就能因此再改名。臺中市政府民政局局長吳世瑋澄清，該學生說法有錯，因戶政人員會事先告知改名額度，且他其實只改了兩次。

### 名字長度破紀錄
在2021年3月17、18日期間，持續有人分享改名成鮭魚或是含有鮭魚名字的身分證件。3月18日，根據臺灣各縣市戶政事務所的統計結果，當日下午四點已有331人改名成有鮭魚二字的名字，其中甚至有民眾為了改名為「鮭魚」打破最長名字紀錄，長達36個字，為「陳愛台灣國慶鮑鮪鮭魚松葉蟹海膽干貝龍蝦和牛肉美福華君品晶華希爾頓凱薩老爺」，包含飯店名稱跟眾多海鮮，此名字一度是全台第一長的名字。18日有一名21歲李姓以「李圭歸瑰規硅閨邽龜鮭魚於瑜餘娛虞盂妤漁愚愉于余蝓腴予輿渝嵎榆算了我想得好累隨便啦」共40字的為名稱，不過紀錄不久後被新北市戶政陳姓男子以「陳政成有震天龍砲變身基隆最專情於二零二一三月十四日與孔安穩定交往中愛妳愛一生一世此生想帶妳一起吃鮭魚」再破紀錄。

### 攬客
3月17日，一名台中的大學生改名後在壽司郎門口以三折的價格招攬客人。
3月18日，“张鲑鱼之梦”以“一人只要三百”的价格组团招揽客人。随后他接獲了1個署名為的LINE帳號私訊，指控他在活動期間1天消費超過3次，必須退還第4餐後的費用，否則就要对他報案提告。张鲑鱼之梦之后主動提供3張對話截圖，被流傳到BBS站PTT，再度引發熱議。此后一个网名为「陳岳揚Reezy」的YouTube账号發影片证实他在壽司郎店門口遇到張鮭魚之夢招揽客人，还向他收300元凑6人吃壽司，同时也因为网络上流傳3張傳LINE訊息給張鮭魚之夢的截圖，称张鲑鱼之梦被店家纳入黑名单。22日，店家接受《蘋果新聞網》澄清没有傳LINE訊息，也沒有分店將張鮭魚之夢列入黑名單。

### 香港電視劇
2021年6月5日，無綫電視的電視劇《愛·回家之開心速遞》第1259集的主題「八千公之亂」影射該次事件。

### 登上德国电视节目
2021年6月9日，德国游戏问答节目《谁知道这种事？》出现关于鲑鱼之乱的题目。参与答题的喜剧演员托斯滕·斯特拉特和迪特·努尔被问到“为了吃上免费吃到饱的寿司，台湾发生了什么事？”，选项(A)为“数以千计的人为此去刺青”，(B)为“多人在米池比赛游泳”，(C)为“多人将姓名改为鲑鱼”。未能回答出正确答案(C)的两人知道答案后深感错愕，引發哄堂大笑。

## 外部連結
台灣壽司郎
- 官方网站
- 台湾スシロー 台灣壽司郎的Facebook專頁

其他
- 姓名改換相關細則應作調整，以符合時代潮流。 （页面存档备份，存于） 『公共政策網路參與平臺 join.gov.tw』